# Satnija
Satnija je osnovna taktička postrojba nekih rodova kopnene vojske. 
Ovisno o sastavu, namjeni i naoružanju satnija može biti pješačka, tenkovska, izvidnička, satnija veze, ABKO satnija i dr. U pravilu se sastoji od 3-5 vodova. Pješačka satnija broji od 75 do 200 vojnika, dočasnika i časnika. Satniju vodi satnik a pomaže mu natporučnik.